# Герб Великої Британії
Королі́вський герб Вели́кої Брита́нії — це офіційний герб британського монарха (наразі — Карла III). Інші члени королівської сім'ї й уряд країни використовують інші герби. Королівський герб трапляється в двох варіантах, один з яких використовується тільки в Шотландії.

## Блазон

### Звичайний варіант
Щит четверочастний; в першій та четвертій червених чвертях герб Англії: три золоті леопарди з лазуровими кігтями й язиками; в другій золотій, з червеною подвійною внутрішньою облямівкою, проквітлою й протипроквітлою червеними ж ліліями, чверті герб Шотландії: червоний здиблений лев з лазуровими кігтями й язиком; в третій лазуровій чверті герб Ірландії: золота арфа з срібними струнами; щит увінчаний золотим турнірним шоломом, коронованим королівською короною; намет золотий, підкладений горностаєм; на шоломі стоячий золотий коронований леопард зі срібними кігтями й червеним язиком; навколо щита стрічка Найблагороднішого ордену Підв'язки; праворуч золотий коронований левовий леопард з червеними кігтями й язиком, ліворуч здиблений срібний єдиноріг, з золотими гривою, рогом і копитами, закутий в золотий ж ланцюг; обидва стоять на зеленій галявині, порослій трояндами, будяками й конюшиною; на ній девіз: Dieu et mon droit, що значить «Бог і моє право», написаний золотом по срібній, з золотою облямівкою, стрічці, підкладеній золотом ж.

### Шотландський варіант
Щит четверочастний; в першій та четвертій золотих, з червеною подвійною внутрішньою облямівкою, проквітлою й протипроквітлою червеними ж ліліями, чвертях герб Шотландії: червений здиблений лев з лазуровими кігтями й язиком; в другій червеній чверті герб Англії: три золоті леопарди з лазуровими кігтями й язиками; в третій лазуровій чверті герб Ірландії: золота арфа з срібними струнами; щит увінчаний золотим турнірним шоломом, коронованим по-шотландськи; намет золотий, підкладений горностаєм; на шоломі сидячий прямо червлений, коронований по-шотландськи, лев з лазуровими кігтями й язиком, що тримає в правій лапі державний меч із золотим ефесом і срібним клинком, а в лівій — золотий скіпетр; над левом — девіз In Defens, скорочення від In My Defens God Me Defend, що значить «У моїм захисті Бог мене захищає», написаний червенню по срібній стрічці; навколо щита ланцюг Найдавнішого і найблагороднішого ордену Будяка зі знаком Св. Андрія; праворуч здиблений срібний єдиноріг з золотими гривою, рогом і копитами, коронований по-шотландськи й закутий в золотий ланцюг, підтримує прапор Шотландії — блакитний стяг, скошений справа та зліва срібним Андріївським хрестом, обшитий золотою бахромою; ліворуч золотий левовий леопард з червеними кігтями й язиком, коронований по-англійськи, підтримує прапор Англії — срібний стяг, розсічений та пересічений червеним Георгіївським хрестом, обшитий золотою бахромою; обидва стоять на зеленій галявині, порослій будяками; на ній девіз Nemo me impune lacessit, що значить «Ніхто не зачепить мене безкарно», написаний золотом по лазуровій стрічці, підкладеній золотом ж.

## Історія
Три леопарди (або леви, що йдуть насторожі) на червоному полі щита з'явилися за Річарда I. Гербовий щит з леопардами довгий час залишався єдиним символом Англії. В період. Сторічної війни Едуард III на знак своїх претензій на французький трон розділив щит і помістив в двох його чвертях поле із золотими ліліями — символ Франції.
Яків I, що правив одночасно Англією й Шотландією, поповнює герб емблемами Шотландії - червоним левом - і Ірландії - золотою арфою.
Фігури утримувачів щита впродовж століть неодноразово мінялися: сокіл, лебідь, білий кабан - нагрудний знак Річарда III, червоний валлійський дракон. З 1603 року на цьому місці затвердилися єдиноріг і коронований британський лев.
| Династична унія |            |            |                                                      |
| Номер | Зображення | Роки       | Монархи                                              |
| 1 |            | 1603—1649  | Яків I, Карл I                                       |
| Англійська республіка                                                                                              |            |            |                                                      |
| Номер | Зображення | Роки       |                                                      |
| 2 |            | 1649-1654  |                                                      |
| 3 |            | 1654—1655  |                                                      |
| 4 |            | 1655—1659  |                                                      |
| 3 |            | 1659—1660  |                                                      |
| Особиста унія |            |            |                                                      |
| 1 |            | 1660—1689  | Карл II, Яків II                                     |
| 5 |            | 1689—1694  | Марія II, Вільгельм III                              |
| 6 |            | 1694—1702  | Вільгельм III                                        |
| 7 |            | 1702—1707  | Анна                                                 |
| Велика Британія |            |            |                                                      |
| 8 |            | 1707—1714  | Анна                                                 |
| 9 |            | 1714—1801  | Георг I, Георг II, Георг III                         |
| Сполучене королівство Великої Британії та Ірландії та Сполучене Королівство Великої Британії та Північної Ірландії |            |            |                                                      |
| 10 |            | 1816—1837  | Георг III, Георг IV, Вільгельм IV                    |
| 11 |            | 1837—1952  | Вікторія, Едвард VII, Георг V, Едуард VIII, Георг VI |
| 12 |            | 1952—зараз | Єлизавета II, Карл III                               |